# Выборы и вилы
«Вы́боры и ви́лы» — документально-публицистическая книга украинского политика и государственного деятеля Евгения Кушнарёва. Являлась третьей и последней книгой автора. Написана после парламентских выборов 2006 года, готовилась к изданию в январе 2007 года, но после смертельного огнестрельного ранения, полученного Кушнарёвым на охоте 16 января, политик скончался 17 января. В результате книга была подписана в печать 18 января и вышла как посмертное издание автора в апреле 2007 года.
Книга рассматривается как первая и пока единственная попытка системного анализа оранжевой революции 2004 года на Украине.

## История создания
Замысел написать книгу на подобную тему у Евгения Кушнарёва возник как реакция на политическую борьбу на Украине 2005—2006 годов. По мнению автора, чтобы изменить ситуацию на Украине и добиться победы в политическом противостоянии, в распоряжении представляемой им политической стороны, а также части народа, разделяющей взгляды этой стороны, имелись только два инструмента — выборы или вилы. По замыслу автора, книга должна была стать мощным публицистическим инструментом с целью донести до общественности критический анализ политических событий и консолидировать электорат в условиях создания антикризисной коалиции 2006 года и частичного прихода к власти коалиции Партии регионов, КПУ и СПУ путём получения Виктором Януковичем поста премьер-министра и создания на Украине оппозиционного президенту Виктору Ющенко правительства.
Работать над книгой Кушнарёв начал после парламентских выборов 2006 года. Книга была написана за полгода и в начале 2007 года передана автором в редакцию киевского издательства «Довира». Кушнарёв обещал 17 января привезти в редакцию и заменить ряд фотографий в книге, после чего она должна быть издана, но 16 января 2007 года автор был смертельно ранен на охоте под Изюмом Харьковской области, и 17 января скончался.
Книга была подписана к печати на следующий день после смерти автора, 18 января 2007 года, и подготовлена к изданию в течение двух с небольшим месяцев. Весной 2007 года книга была готова к изданию и напечатана тиражом 10 тысяч экземпляров в киевском издательстве «Довира».

### Посмертная презентация книги
Издание книги стало заметным политическим событием на Украине. Презентация книги состоялась 16 апреля 2007 года в Киеве в конференц-зале гостиницы «Русь». На презентации присутствовало большое число украинских политиков, политологов, бывших и текущих руководителей Украины: премьер-министр Виктор Янукович, второй президент Украины Леонид Кучма, вице-премьер-министр Дмитрий Табачник, уполномоченный Верховной Рады по правам человека Нина Карпачева, городской голова Киева Леонид Черновецкий, министр по чрезвычайным ситуациям Нестор Шуфрич, народные депутаты Украины Анна Герман, Тарас Черновол, Елена Лукаш, депутаты прошлых созывов Инна Богословская, Александра Кужель, делегация харьковских депутатов и общественных деятелей, работавших с Кушнарёвым, его семья и др. Презентацию вели Анатолий Покроев и Любовь Морозко.

## Содержание
Название книги прояснено Кушнарёвым на первых страницах: «У нас, чтобы изменить ситуацию в стране, есть только два инструмента — выборы и вилы. Когда я говорю „у нас“, то имею в виду и народ, и политиков, которые выступают с теми или иными призывами, и ту часть общества, которая на них реагирует». Кушнарёв как один из лидеров движения, оппозиционного оранжевой революции, пытался понять суть произошедшего в 2004-м году и проанализировать причины возвращения «бело-синих» к власти в 2006-м. Основная мысль: «Мы — я и мои единомышленники — оказались правы в своих оценках. Но это правота, которая не радует».
Оранжевая революция вписана автором в глобальный контекст. Исследование не ограничивается Украиной либо постсоветским пространством, проанализированы революционные события в Перу, на Филиппинах, в юго-восточной Азии. Вначале Кушнарёвым взята традиционная концепция 4-х цветных революций: в Сербии, Грузии, Украине и Киргизии, которая подвергнута критике и названа искусственной. Попытка связать «цветные революции» в одну цепь, по мнению Кушнарёва, предпринята для того, чтобы подать их как естественный ход событий. Одновременно с этим, автор признает, что такие революции не являются полностью рукотворными, и в их основе
лежат промахи государственной политики и закономерности недовольства властью и возникновению народного гнева. Но форма «революций» с последующим свержением правительств, по мнению Кушнарёва, достигается спланированными действиями так называемых «коммивояжёров демократии». Первой попыткой таких действий Кушнарёв назвал польские события 1980-х, очевидцем которых он являлся. Подробно описана «революция» в Кыргызстане 2005 года. По мнению Кушнарёва, эта революция является знаковой, потому что, по сути, провалилась.
Кушнарёвым финальная цель цветных революций определялась как свержение Владимира Путина. «Добавить российского президента в коллекцию своих трофеев — это мечта „революционеров“. Более того — в этом, как они считают, их высшая цель»" — написал автор.
Кушнарёвым в книге предложена периодизация цветной революции на Украине:
- первый этап финансирования, который угас к 2000-му году;
- второй этап с 2000 года по сентябрь 2004 года, когда финансировались общественные организации «практически всех тематик», главной задачей которых было «обучение и воспитание молодёжи». Кушнарёв подчёркивает, что «до сентября 2004 года в содержании этих мероприятий не было никакой политики. Но не было и обучения прямому содержанию деятельности». Участников тренингов учили общению, работе в группах, влиянию, а организаторы формировали сеть связей.
- третий этап, с сентября 2004 года, который назван автором «накачкой идеологией». По времени он совпал с началом учёбы в ВУЗах и возвращением студентов на занятия.

Кушнарёв высоко оценил «креативность» этой системы подготовки, отметив: «Силой можно подавить революцию, но не подготовку к ней».
Автор подчёркивал, отечественными предпринимателями революция финансировалась только на завершающем этапе, они переметнутся на сторону восставших только с началом революции «и будут отдавать деньги молодым революционерам пачками». До этого же момента определяющими являются зарубежные средства. В качестве демонстрации зарубежного интереса в революции, Кушнарёв заметил: «Оранжевая власть имеет нескрываемо компрадорский характер, то есть все её действия направлены к выгоде не отечественного производителя, а иностранного бизнеса». Автором путём анализа газовых переговоров 2005—2006 гг. между Украиной и Россией обращено внимание на авантюрность власти: «Каждый из нас платит сегодня за эти авантюры их собственного кармана — в ЖЭКе, на АЗС, в гастрономе».
Основным результатом оранжевой революции Кушнарёв назвал раскол общества, преодолеть который возможно, в частности, благодаря идее федерализации. В книге подчеркнута мысль, что федерализация ещё не означает федерацию.
В итоговой части книги автор поставил вопрос о будущем Украины, и сделал вывод, что кроме как найти формулу объединения людей, стоящих сегодня под разными знамёнами, иной разумной перспективы он не видит. Противостояние истощило политическую элиту общества, погубило многие достижения последних лет в экономической и социальной сферах и «фактически подвело нас к краю пропасти» — резюмировал автор.

## Мнения
Главный редактор издания «2000» Сергей Кичигин, приводя в январе 2007 года в некрологе на смерть убитого политика тезисы из предисловия ещё неизданной его книги «Выборы и вилы» о необходимости эволюционного пути развития, требуемого для возможности отступления назад и внесения корректив в процесс управления, отметил, что предисловие написано мудрым человеком, но выразил сомнение в возможности таковых корректив в определённых случаях даже на уровне политическом, не говоря об уровне мироздания.
Экс-президент Украины Леонид Кучма на презентации книги «Выборы и вилы» назвал Кушнарёва политиком, которым достигал государственного масштаба. Анализируя причины написания книги, Кучма отметил, что Кушнарёв предвидел, что события 2004 года ещё не закончились и потерявшие власть захотят её немедленно вернуть, и все это происходит в ситуации, когда была достигнута стабильность в экономике Украины, когда худшее, как показалось, уже позади. «В разрезе анализа книги, с учетом вчерашнего дня, мне кажется, — сказал Кучма — мы должны говорить и думать о том, что же нам надо делать сегодня и завтра. Учитывая принципиальную позицию Евгения, мне кажется, что наша позиция сегодня должна быть не „с протянутой рукой“, не просительная, а мы должны предлагать конкретные пути выхода из кризиса. То есть переходить к конкретным действиям».
Политик и государственный деятель Дмитрий Табачник особо в книге Кушнарева выделил главу, где изложены идеи, разделяющие украинский народ. Данную главу он назвал блестящим эссе политолога и политика-практика, в котором предложен «отказ от обязательности думать одинаково». Также в этой главе были отмечены размышления Кушнарева о том, что такое федерализм и федерация. «Книга „Выборы и вилы“ — это поиск конструкции, которая поможет сделать Украину единой» — сказал Табачник.
Тогдашний мер Харькова Михаил Добкин выразил мнение, что книга Кушнарёва напоминает ему письма с фронта, которые во время Великой Отечественной войны писали солдаты домой перед наступлением. Они «погибали, а письма доходили их родным» — сказал политик.
Украинский политолог Владимир Фесенко в январе 2011 года, в преддверии 60-летия юбилея убитого политика, оценил роль его книги для изучения политической среды на Украине. Символичное название «Выборы и вилы» Фесенко обозначил как дилемму, о которой нужно помнить нынешним украинским политикам и некоторым представителям нынешней власти, что если не будет в стране конкурентных выборов, то рано или поздно наступят «вилы», отметил политолог, ссылаясь на практику Туниса.
Политолог и шеф-редактор проекта «Однако. Украина» Семён Уралов в феврале 2012 года порекомендовал книгу Кушнарёва в качестве наиболее концептуального и адекватного анализа «истинных целей экспорта „болотных“ технологий».